# 49 Arietis
Désignations
49 Arietis est une étoile de la constellation du Bélier. 49 Arietis est sa désignation de Flamsteed. Elle est visible à l'œil nu comme une étoile blanche pâle avec une magnitude apparente de 5,90. Elle est située à une distance d'environ 223 années-lumière (68 parsecs) de la Terre (sur la base de la parallaxe).
49 Arietis est une étoile Am, un type d'étoile chimiquement particulière, ce qui signifie que son spectre présente des abondances anormales de certains éléments lourds. Elle a un type spectral kA2hA6mA7, ce qui signifie qu'elle possède la raie K du calcium d'un type spectral A2, les raie d'hydrogène d'une étoile de type A6 et les raies métalliques d'une étoile de type A7. 49 Arietis a un taux de rotation modérément élevé, montrant une vitesse de rotation projetée de 52 km/s et rayonne avec 16 L☉ depuis sa photosphère à une température effective de 8 424 K.